# Controvérsia da política de nome real do Facebook
A controvérsia a respeito da política de nome real do Facebook brota do sistema de nome real da rede social Facebook ditar como as pessoas registram suas contas e configurm seus perfis de usuário. Pessoas incomodam-se ao serem afetadas negativamente quando estão na verdade usando seus nomes reais, mas o Facebook considera-os "falsos". Ao mesmo tempo, o site, segundo essas pessoas, permite que qualquer um possa criar perfis falsos com nomes plausíveis, ou nomes implausíveis mas que o Facebook não é capaz de detectar como sendo falso. O Facebook, além disso, proíbe os usuários de representar com exatidão nomes que, de acordo com o site, têm "muitas palavras", e proíbe a inicializar primeiros nomes, impedindo que os usuários que fazem isso na vida real a formatarem seus próprios nomes como bem entenderem.

## Fundo
O site de rede social Facebook tem mantido a política de nomes reais para perfis de usuário. De acordo com o Facebook, a política de nome real brota do conceito de que "dessa forma, você sempre sabe com quem você está se conectando. Isso ajuda a manter a nossa comunidade segura." Da mesma forma, de acordo com esta política, um "nome real" é definido por "seu nome real como seria apresentado no seu cartão de crédito, carteira de motorista ou carteira de estudante." Em agosto de 2012, o Facebook estimou que mais de 83 milhões de Facebook contas eram falsas. Como resultado dessa revelação, o preço das ações do Facebook caíram abaixo de US$20. O Facebook afirmou que "a identidade autêntica é importante para a experiência do Facebook, e a nossa meta é que cada conta no Facebook represente uma pessoa real."

## Usuários afetados

### Usuários LGBT
A política de nomes reais do Facebook não reflete nomes adotados ou pseudônimos da comunidade LGBT, e conduziu até à suspensão de usuários com nomes reais que podem ser pensados como falsos. Um usuário começou a reportar, através do aplicativo móvel anônimo Secret, os "nomes falsos", focando especificamente em nomes de palco de drag queens, levando as contas a serem suspensas.
Pessoas transexuais também foram afetadas pela política, incluindo um ex-funcionário do Facebook que iniciou o desenvolvimento das opções personalizadas de gênero no site. Sua conta foi suspensa no exato dia em que o Supremo Tribunal dos Estados Unidos decidiu em Obergefell v.Hodges que as proibições de casamento do mesmo sexo eram inconstitucionais. De acordo com o ativista de gêneros não-conformes D. Dragonetti, o Facebook desconsiderou mesmo a sua identificação do governo quando fornecida.

Em 1º de outubro de 2014, Chris Cox, Diretor de Produtos no Facebook, ofereceu um pedido de desculpas para a comunidade LGBT, bem como drag queens e kings: 
Nas duas semanas desde que os problemas da política de nome real vieram à tona, nós tivemos a chance de ouvir de muitos de vocês nessas comunidades e entender a política mais claramente como vocês a experimentam. Temos também compreendido quão doloroso isso tem sido. Devemo-lhes um melhor serviço e uma melhor experiência de uso do Facebook, e nós vamos corrigir a forma como esta política é manejada, para que todos os afetados aqui possam voltar a utilizar o Facebook como eram.

### Alter-egos virtuais
Artistas do mundo virtual, e donos de negócios online, também têm sido alvos do Facebook. Embora o uso de identidades baseadas em sites online como Second Life e o IMVU tenham sido desconversadas como jogo de RPG online, muitas pessoas geram renda no mundo real através dessas comunidades virtuais.